# Pavé de Tilloy-lez-Marchiennes à Sars-et-Rosières
Der Sektor Pavé de Tilloy-lez-Marchiennes à Sars-et-Rosières ist ein 2700 Meter langer mit Kopfsteinen gepflasterter Weg, welcher bei Paris–Roubaix von Tilloy-lez-Marchiennes in Richtung Sars-et-Rosières befahren wird.

## Charakteristik
Der Sektor Pavé de Tilloy-lez-Marchiennes à Sars-et-Rosières ist mit der Schwierigkeitsstufe von 4 Sternen ausgezeichnet. Das Kopfsteinpflaster ist vergleichsweise gut, jedoch ist der Abschnitt mit 2400 Meter einer der längeren Sektoren. Der Sektor weist mehrere enge Kurven auf und ist an seinem nördlichen Ende auch Zugangsstraße für mehrere Bauernhöfe.

## Geschichte
Der Sektor wurde erstmalig 1980 befahren, jedoch nur die ersten knapp 1400 Meter. Seit 1982 wurde der Sektor um 1000 Meter erweitert. Nach den ersten 1400 Meter macht die Streckenführung eine Rechtskurve in Richtung Sars-et-Rosières. Die letzten 1000 Meter wurden 1996, vermutlich von der Gemeinde, restauriert. Bei der fünften Etappe der Tour de France 2014 fuhr man den Sektor in umgekehrter Fahrtrichtung. Ein weiteres Mal wurde der Sektor bei der 5. Etappe der Tour de France 2022, diesmal in der ursprünglichen Fahrtrichtung, befahren. Er war der drittletzte Kopfsteinpflastersektor vor dem Ziel in Arenberg.

## Bildergalerie

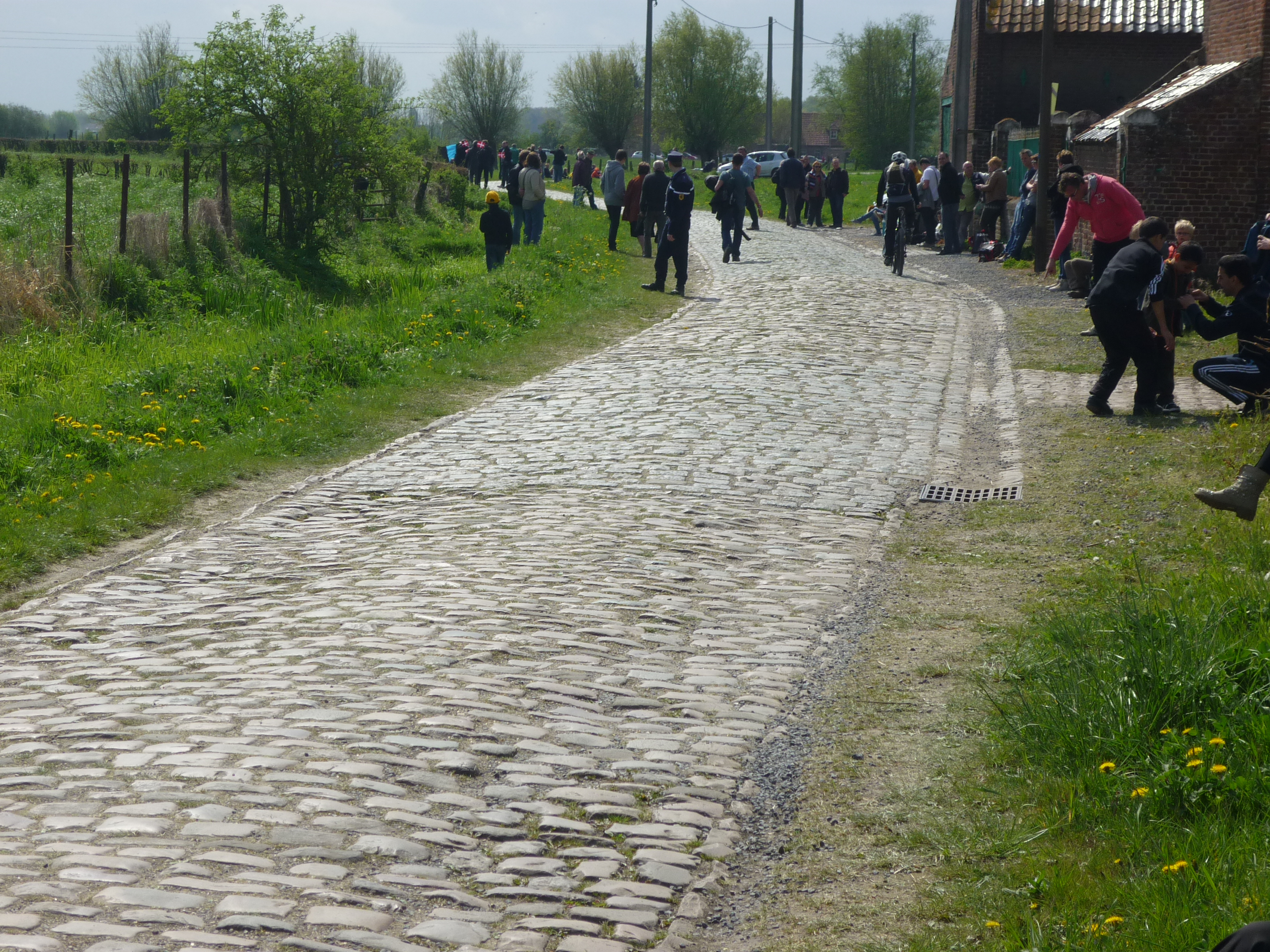
Sektor Pavé de Tilloy-lez-Marchiennes à Sars-et-Rosières